# Jonathan Douglas
Jonathan Douglas (ur. 22 listopada 1981 roku w Monaghan) – irlandzki piłkarz występujący na pozycji pomocnika. Obecnie gra w Brentford.

## Kariera klubowa
Jonathan Douglas zawodową karierę rozpoczynał w 2000 roku w Blackburn Rovers, gdzie występował z przerwami do 2006 roku. W Blackburn zadebiutował 31 października 2000 roku podczas spotkania przeciwko West Ham United w ramach Pucharu Ligi Angielskiej. Później jednak miał bardzo poważne problemy z wiązadłami krzyżowymi, nie mógł grać przez kilkanaście miesięcy, a treningi wznowił dopiero w 2002 roku. Następnie Douglas był wypożyczany do innych angielskich drużyn. Grał ponad miesiąc dla Chesterfield, trzy miesiące dla Blackpool, a następnie występował w klubie Gillingham.
19 sierpnia 2005 roku Irlandczyk został wypożyczony do Leeds United. W ekipie z Elland Road rozegrał 40 ligowych meczów, a jego gra bardzo spodobała się włodarzom "Pawi", którzy zdecydowali się wykupić Douglasa na stałe. W 2007 roku irlandzki zawodnik często pełnił rolę kapitana drużyny. Po zakończeniu sezonu 2006/2007 i spadku Leeds do trzeciej ligi Douglas był bliski przejścia do Burnley, ale ostatecznie zdecydował się pozostać w Leeds. Pod koniec 2007 roku w pojedynku z Walsall wychowanek Blackburn doznał poważnej kontuzji, która wykluczyła go z gry do końca sezonu. Później pojawiła się jednak nadzieja, że Douglas powróci na boisko pod koniec sezonu. Ostatecznie sezon 2007/2008 Irlandczyk zakończył z 25 ligowymi występami, a kolejne rozgrywki rozpoczął jako podstawowy gracz Leeds.
21 maja 2009 roku działacze Leeds zaoferowali Douglasowi nowy kontrakt. Zawodnik odmówił jednak podpisania umowy i razem z Davidem Lucasem opuścił Leeds. 10 lipca podpisał kontrakt z Swindon Town.

## Kariera reprezentacyjna
W reprezentacji Irlandii Douglas zadebiutował 28 kwietnia 2004 roku w spotkaniu przeciwko Polsce. Regularnie był powoływany do kadry drużyny narodowej na mecze eliminacyjne do Euro 2008, do których ostatecznie Irlandczycy się nie zakwalifikowali. Łącznie dla drużyny narodowej rozegrał osiem meczów.